# Mirwais Ahmadzaï
Mirwais Ahmadzaï, vanligtvis mer känd som bara Mirwais, född 23 oktober 1960 i Lausanne i Schweiz, är en Paris-baserad musiker, skivproducent och låtskrivare. Ahmadzaï är ledande inom fransk progressiv dance och progressiv electronica. Han var tidigare medlem i new wave-bandet Taxi Girl, innan han återupptäcktes av Madonna i slutet av 1990-talet.

## Diskografi

### Album
- Mirwais (1990, New Rose Records)
- Production (2000, Naive Records)

### Singlar
- "Cellophane" (1990, New Rose Records)
- "Disco Science" (1999, Naive Records)
- "Naïve Song" (2000, Naive Records)
- "I Can't Wait" (2001, Naive Records)
- "Miss You" (2002, Naive Records)